# 拉克羅斯鎮區 (明尼蘇達州傑克遜縣)
拉克羅斯鎮區（英語：La Crosse Township）是位於美國明尼蘇達州傑克遜縣的一個行政鎮區。

## 歷史
拉克羅斯鎮區於1872年設立，得名自當地大部份定居者的故鄉，威斯康星州的拉克罗斯。

## 地方資料
拉克羅斯鎮區的面積為90.58平方千米，當中陸地面積為90.38平方千米，而水域面積為0.20平方千米。根據2020年美國人口普查的數據，當地共有人口147人，而人口密度為每平方千米1.62人。